# Huyện của Đức
Huyện của Đức là một phân khu hành chính được gọi chính thức là Landkreis, ngoại trừ ở các bang Nordrhein-Westfalen và Schleswig-Holstein, nơi nó được gọi đơn giản là Kreis. Huyện là cấp bậc quản lý giữa bang (Bundesland) và xã (Gemeinde). Hầu hết các thành phố lớn ở Đức không phải là một phần của một huyện, mà độc lập về hành chính, thực hiện chức năng như một huyện. Trong bối cảnh này, những thành phố đó được gọi là Kreisfreie Stadt (nghĩa là "thị trấn không thuộc huyện") hoặc Stadtkreis (chỉ còn ở Baden-Württemberg). Chúng tương ứng với đơn vị hành chính cấp 3 của các vùng ở liên minh châu âu (NUTS 3), và là tương đương với các quận (county) tại Hoa Kỳ.

## Cơ quan
Các cơ quan của huyện gồm có:
- Kreistag, đại biểu cho người dân ở huyện, được bầu mỗi 5 năm (ở Bayern mỗi 6 năm),
- Landrat tùy theo mỗi bang, hoặc là chủ tịch Kreistag hoặc Ủy ban huyện (Kreisausschuss) và giám đốc cơ quan hành chính huyện và
- trong một số bang Kreisausschuss.